# Giorgi Zdanovich
Pour les articles homonymes, voir Zdanovich.
 (mars 2025).
Si vous disposez d'ouvrages ou d'articles de référence ou si vous connaissez des sites web de qualité traitant du thème abordé ici, merci de compléter l'article en donnant les références utiles à sa vérifiabilité et en les liant à la section « Notes et références ».
 (mars 2025).
La mise en forme du texte ne suit pas les recommandations de Wikipédia : il faut le « wikifier ».
Les points d'amélioration suivants sont les cas les plus fréquents. Le détail des points à revoir est peut-être précisé sur la page de discussion.
- Les titres sont pré-formatés par le logiciel. Ils ne sont ni en capitales, ni en gras.
- Le texte ne doit pas être écrit en capitales (les noms de famille non plus), ni en gras, ni en italique, ni en « petit »…
- Le gras n'est utilisé que pour surligner le titre de l'article dans l'introduction, une seule fois.
- L'italique est rarement utilisé : mots en langue étrangère, titres d'œuvres, noms de bateaux, etc.
- Les citations ne sont pas en italique mais en corps de texte normal. Elles sont entourées par des guillemets français : « et ».
- Les listes à puces sont à éviter, des paragraphes rédigés étant largement préférés. Les tableaux sont à réserver à la présentation de données structurées (résultats, etc.).
- Les appels de note de bas de page (petits chiffres en exposant, introduits par l'outil «  Source ») sont à placer entre la fin de phrase et le point final[comme ça].
- Les liens internes (vers d'autres articles de Wikipédia) sont à choisir avec parcimonie. Créez des liens vers des articles approfondissant le sujet. Les termes génériques sans rapport avec le sujet sont à éviter, ainsi que les répétitions de liens vers un même terme.
- Les liens externes sont à placer uniquement dans une section « Liens externes », à la fin de l'article. Ces liens sont à choisir avec parcimonie suivant les règles définies. Si un lien sert de source à l'article, son insertion dans le texte est à faire par les notes de bas de page.
- La présentation des références doit suivre les conventions bibliographiques. Il est recommandé d'utiliser les modèles {{Ouvrage}}, {{Chapitre}}, {{Article}}, {{Lien web}} et/ou {{Bibliographie}}. Le mode d'édition visuel peut mettre en forme automatiquement les références.
- Insérer une infobox (cadre d'informations à droite) n'est pas obligatoire pour parachever la mise en page.

Pour une aide détaillée, merci de consulter Aide:Wikification.
Si vous pensez que ces points ont été résolus, vous pouvez retirer ce bandeau et améliorer la mise en forme d'un autre article.
 (mars 2025).
Giorgi (Maiashvili) Zdanovich, né le 4 novembre 1854 ou le 14 janvier 1855 à Koutaïssi, dans l' Empire russe, et mort le 31 juillet 1917 dans la même ville, est un publiciste, critique, personnalité publique et homme politique géorgien. Descendant d'immigrants polonais installés en Géorgie, il est l'un des fondateurs Parti social-fédéraliste géorgien. Entre 1864 et 1871, il étudie au Gymnase classique de Koutaïssi et de 1871 à 1873, à l'Institut technologique de Saint-Pétersbourg. Durant ses années d’études, il est membre de plusieurs organisations révolutionnaires illégales.
En 1875, il est arrêté et participe en tant qu'accusé au célèbre procès des Cinquante, qui a lieu dans tout l'Empire russe. Le tribunal le condamne à sept ans d'exil.
À partir de 1882, Giorgi Zdanovitch commence à collaborer avec la presse géorgienne et publie de nombreux articles polémiques comme « Lettre à nos personnalités publiques » (1882), « L'ancienne et la nouvelle génération et les discussions à leur sujet chez nous » (1899), « Article sur Belinski » (1888), « Nos femmes et les temps nouveaux » (1891). Il poursuit son activité de publiciste jusqu'à la fin de sa vie. En 1882, il découvre les œuvres de Karl Marx et en 1886, il traduit en russe son livre Misère de la philosophie, qui n'est pas publié. Dans les années 1890, il se consacre à la propagande du marxisme.
À partir de 1896, Giorgi Zdanovitch travaille comme président du Conseil des industriels de Tchiatoura. En 1907, il est élu président du comité principal des socialistes fédéralistes.

## Famille
Giorgi Zdanovitch est le fils de Félix Zdanovitch, médecin militaire, et de Mariam Mikeladze. Sa date de naissance la plus souvent retenue est l'année 1855. Le certificat établi au nom de sa mère indique ses dates de naissance et de baptême comme étant respectivement le 14 et le 29 janvier 1855, tandis que son registre de service indique le 4 novembre 1854. Giorgi Zdanovitch a une sœur, Olga Mikeladze, qui prend pour une raison inconnue le nom de famille de leur mère.
En raison de sa participation à l'insurrection polonaise de 1830, le grand-père paternel de Giorgi Zdanovitch est exilé en Géorgie avec sa famille par le gouvernement du tsar russe à titre de punition. Félix Zdanovitch tombe également en disgrâce auprès des autorités pour sa participation à un mouvement étudiant antigouvernemental, ce qui entraîne son expulsion de l'Académie médico-chirurgicale de Saint-Pétersbourg.
La mère de Giorgi Zdanovitch, Mariam Mikeladze, surnommée Maia, est une femme instruite et bien élevée, fille de Manuchar Mikeladze, fils du prince Revaz Mikeladze. Giorgi Laskhishvili écrit dans ses mémoires : « En Iméréthie, bien sûr, beaucoup se souviennent encore aujourd'hui de la défunte Mariam, ou comme tout le monde l'appelait, Maia Mikeladze, la femme de Korkashvili. Elle était célèbre en son temps pour sa beauté, sa dignité et son intelligence. Bien qu'elle n'ait pas reçu d'éducation européenne, c'était une personne relativement développée et elle comprenait les aspirations et les exigences de la nouvelle époque. » Giorgi Zdanovitch choisit son pseudonyme littéraire, Maiashvili, d'après le surnom de sa mère.
Le 20 octobre 1857, Félix Zdanovitch meurt à l'âge de 39 ans, alors que Giorgi Zdanovitch est âgé de deux ans. Mariam Mikeladze, sans père en vie et ni ressources, est contrainte de se remarier rapidement. Elle épouse Levan Korkashvili, procureur de la chambre de la cour de Koutaïssi, un homme âgé et fortuné, dont elle a quatre fils : Nikoloz, Mikheil, Konstantine et Vassili. Giorgi Zdanovitch et ses frères entretiennent toutes leurs vie de bonnes et chaleureuses relations. Leur mère ne manque d'attention pour aucun d'eux, l'amour de ses enfants et le souci de leur avenir étant pour elle primordiaux.[réf. nécessaire] Giorgi Zdanovitch reçoit son éducation primaire à domicile, sous la direction de sa mère. C'est elle qui lui apprend à lire et à écrire le géorgien. Elle lui lit des récits historiques et lui fait connaître les idées universelles du "Chevalier à la peau de panthère", son humanisme, ce que Giorgi Zdanovitch apprécit beaucoup. Giorgi Zdanovitch apprend également le russe à la maison.

## Biographie

### Éducation
En 1860, Giorgi Zdanovitch est admis au pensionnat du gymnase de Koutaïssi, et en 1864, il s'inscrit à la classe préparatoire du gymnase classique de Koutaïssi. Au gymnase, Giorgi Zdanovitch étudie avec diligence[non neutre], participe activement[non neutre] à la vie publique de l'établissement, se distinguait par ses talents oratoires et organisationnels[non neutre], lit principalement de la littérature historique et socio-économique, et est impliqué dans les cercles populistes d'étudiants. En 1871, il termine le cursus complet du gymnase avec mention très bien. Giorgi Zdanovitch, âgé de 17 ans, est passionné par le désir d'obtenir une éducation supérieure afin de mieux servir son peuple et de servir les intérêts du pays[réf. nécessaire]. Après de nombreuses réflexions et discussions, sa famille décide de l'envoyer en Russie pour poursuivre ses études supérieures. Sa mère lui conseille vivement de suivre les traces de son père et d'entrer à l'Académie militaire et médicale de Saint-Pétersbourg, mais Giorgi Zdanovitch est plus attiré par l'étude des sciences historiques et philologiques. Cependant, il se rend à Saint-Pétersbourg, le centre du mouvement révolutionnaire russe de l'époque, pour poursuivre ses études supérieures[1]. En 1871, il s'inscrit à l'Institut technologique de Saint-Pétersbourg en tant qu'auditeur permanent. Il quitte l'Institut technologique de sa propre initiative en 1873.

### Activité révolutionnaire et arrestation
En 1874, il s'installe à Moscou, où il est l'un des fondateurs et dirigeants de l'"Organisation sociale-révolutionnaire panrusse" avec P. Alekseev, S. Bardina, I. Jabadar et d'autres. Il était très actif dans la diffusion de la littérature interdite et avait le surnom politique de "Rija" (le Roux), qu'il utilisait parfois lui-même. Par exemple, Ivan Jabadar a reçu une lettre de Zdanovitch à Paris, où au lieu de son nom de famille, il était signé "Giorgi Rija"[1]. Pendant ses études à Saint-Pétersbourg et son activité révolutionnaire, il est tombé amoureux d'une jeune fille révolutionnaire. Les sentiments de Giorgi à son égard étaient sérieux et il avait l'intention de l'épouser. Malheureusement, l'arrestation de Giorgi a empêché ce mariage. Par la suite, cette jeune fille a épousé quelqu'un d'autre. Cela a laissé une impression indélébile sur Giorgi Zdanovitch. Ses amis expliquaient le célibat de Giorgi par ce fait.

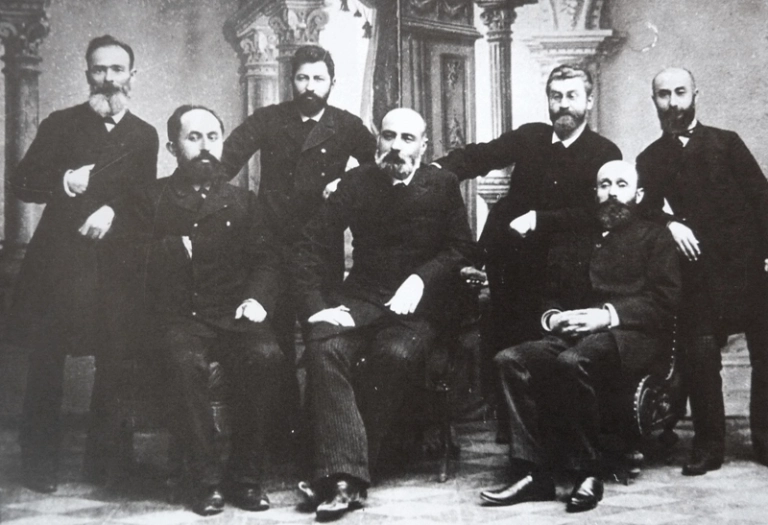
Giorgi Zdanovich avec d'autres personnalités publiques.

Parmi les étudiants géorgiens jugés, il y avait Giorgi Zdanovich, 22 ans (surnommé « Rizha »), Ivane Spiridon Dze Jabadari, 22 ans (surnommé « Mikhail »), Aleksandre Konstantine Dze Tsitsishvili, 25 ans (surnommé « Sancho ») ; Antimoz Evdov Dze Gamkrelidze, 23 ans (surnommé « Gamka »), Mikheil Nikolozi Dze Tchikoidze, 24 ans (surnommé « Theodor »). Ces étudiants étaient partis en Russie pour poursuivre des études supérieures et étudiaient dans divers domaines. Les accusés ont été accusés d’avoir tenté de renverser l’ordre existant, ce qu’ils ont nié. Dix d'entre eux ont été condamnés à des peines allant de 3 à 10 ans de travaux forcés, 26 à l'exil en Sibérie, 10 à la prison et aux travaux forcés et 1 à un traitement psychiatrique. Plus précisément, Giorgi Maiashvili a été condamné à 6 ans et 8 mois de travaux forcés  .
Zhdanovitch a purgé sa peine dans les prisons de Kharkov et de Novo-Belgorod, dans la prison de transit de Mtsensk et dans la colonie pénitentiaire de Karya.

### La libération et la lutte pour les droits
En 1878, Maia Mikeladze, après de grands efforts, fut autorisée à voir son fils une fois par mois. Dès qu'elle reçut l'autorisation, Maia se rendit à Kharkov pour voir son fils. La mère fut confrontée à une scène choquante. De retour à Koutaïssi, le 30 août 1878, elle adressa une requête au ministre de l'Intérieur. De la chancellerie du ministre, cette requête fut transmise à la IIIe section, où une note fut préparée pour être présentée au chef des gendarmes, indiquant : la mère de Giorgi Zdanovitch a adressé à plusieurs reprises des demandes de clémence pour alléger la peine de son fils, mais sans succès[1]. À cette époque, Maia Mikeladze, la mère de Giorgi, extrêmement âgée, continuait de se battre avec son énergie d'antan pour la libération de son fils. À l'été 1888, elle profita de la visite de l'empereur Alexandre III et de la famille royale en Géorgie, et remit personnellement une requête au tsar pour le retour de son fils.
En 1889, Zdanovitch a retrouvé ses droits civils, il a été autorisé à retourner en Géorgie et s'est installé dans sa ville natale de Koutaïssi. Il vivait à côté de l'ancien gymnase géorgien (actuelle école publique n° 2), rue Gegouti, actuellement (rue Asatiani), avec sa vieille mère. Il a également travaillé pendant un certain temps à la Banque foncière de Koutaïssi. Giorgi Zdanovitch (Maiashvili) a traversé une période difficile. Bien qu'il n'ait pas perdu espoir et ait envoyé demande après demande, en plus d'avoir été privé de tous ses droits et qu'aucune de ses requêtes n'ait été satisfaite, il a été confronté à un autre fait extrêmement douloureux dans sa vie. La santé de sa mère bien-aimée s'est également détériorée. La mère et le fils n'ont pas vécu longtemps ensemble, Maia Mikeladze est décédée peu de temps après, en 1891. Giorgi Zdanovitch a continué à se battre et le 15 juillet 1892, il a réussi à faire lever la surveillance policière ouverte, mais les droits confisqués par le tribunal n'ont pas été rétablis et il a été soumis à une surveillance policière secrète. Giorgi Zdanovitch s'est battu longtemps pour ses droits, il voyait à quel point il était nécessaire pour l'activité publique. En 1896, il a adressé une requête à l'empereur Nicolas II et a demandé le rétablissement des droits confisqués par le tribunal.

### Activités journalistiques
C'est en prison qu'il a commencé son activité littéraire, publiant d'abord des lettres dans le journal manuscrit des prisonniers, puis en 1882, une longue "Lettre à nos personnalités publiques" a été publiée dans le journal Iveria, qui, pour la première fois dans l'histoire du journal, soulevait la question de la nécessité d'une discussion et d'une couverture actives de la vie économique et critiquait également la rédaction du journal elle-même.
En 1883, il a été libéré et s'est installé temporairement à Verkholensk, dans la province d'Irkoutsk, puis un peu plus tard à Semipalatinsk. À partir de 1886, il a vécu à Tomsk, collaborant avec le "Sibirskaya Gazeta" sous le pseudonyme de Maiashvili.
Les opinions sociopolitiques de Giorgi Zdanovitch, exprimées dans son premier article, « Militarisme et capitalisme », publié dans les pages de « Novoe Obozrenie », sont également intéressantes et remarquables.
En 1890, Giorgi Zdanovitch a publié un article dans le journal "Novoe Obozrenie" intitulé "Karl Weber et les écoles d'agriculture dans le Caucase" (journal "Novoe Obozrenie", 1890, n° 2168). La raison de la rédaction de cet article était un rapport lu par l'ingénieur-technologue Karl Weber lors de la réunion de la Société agricole du Caucase le 30 décembre 1889. Ses travaux contenaient une idée fausse sur les capacités intellectuelles des peuples caucasiens. Il affirmait que les habitants du Sud n'auraient pas la capacité d'obtenir une éducation supérieure. Giorgi Zdanovitch a été indigné par l'éclat effronté de Karl Weber, ses absurdités et ses idées malveillantes, c'est pourquoi Giorgi le mentionne sur un ton ironique.
1890 წელს გიორგი ზდანოვიჩს „ნოვოე ობოზრენიეს“ რედაქციამ დაუთმო თავისი გაზეთის ფრიად საინტერესო რუბრიკა - „ვ მირე ჟურნალოვ - ში“. ასეთი საერთო სათაურით გამოაქვეყნა ჯერ ხუთი სტატია, ხოლო შემდეგ იმავე ხასიათის წერილების გამოქვეყნება გააგრძელა რუბრიკით - „ჟურნალნიე ზამეტკი“, რომლის ბეჭდვას 1891 წელსაც აგრძელებდა და კიდევ ოთხი სტატია გამოაქვეყნა. აღნიშნული რუბრიკები იყო გაგრძელება „სიბირსკაია გაზეტაში“ დაბეჭდილი სტატიების „იზ ობლასტი ჟურნალისტიკი“. ის აღნიშნული სტატიების მრავალფეროვანი სათაურებით ოსტატურად ემალებოდა ცენზურას. გიორგი ზდანოვიჩი თავის წერილებში მოკლედ და გასაგებად გადმოსცემს იმ საკითხებზე, რომლებსაც იგი მსჯელობის საგნად ირჩევს ხოლმე სხვადასხვა ჟურნალების მიმოხილვისას. იგი ოსტატურად პოულობს საბაბს, რათა მკითხველს მიაწოდოს თავისი აზრი ამა თუ იმ საინტერესო კითხვაზე. იგი პუბლიცისტურ და ლიტერატურულ-კრიტიკულ მოღვაწეობას ქართულ და რუსულ ენებზე ეწეოდა და აქტიურად თანამშრომლობდა ილია ჭავჭავაძის „ივერიაშიც“ და ნიკო ნიკოლაძის „ნოვოე ობოზრენიეშიც“. ეკონომიკურ და პოლიტიკურ თემებზე დაწერილი სტატიების გარდა გამოქვეყნებული აქვს საყურადღებო ლიტერატურულ-კრიტიკული წერილები ილია ჭავჭავაძის, ალექსანდრე ყაზბეგის, გიორგი ნათიძის (მელანიას) შემოქმედებაზე.